# Mariagrazia De Rosa
Mariagrazia De Rosa (Napoli, 10 luglio 1988) è una scacchista e streamer italiana, maestro FIDE femminile.
Tre volte campionessa italiana nel 2003, 2010 e 2013, ha anche vinto per sette volte il Campionato italiano femminile a squadre. Per la nazionale italiana ha partecipato a quattro Olimpiadi degli scacchi dal 2004 al 2012.

## Biografia
All'attività di scacchista accompagna quella di streamer. È parte dello staff di Chess.com, con i quali commenta eventi scacchistici online e dal vivo. Inoltre con il soprannome di Parthenope possiede due canali sia su Twitch che su YouTube.

## Carriera
Inizia a giocare all'età di sei anni, imparando dallo zio. Nel 2000 vince a Sciacca il suo primo campionato italiano giovanile nella categoria under-12 femminile.
Nel 2003 a quindici anni vince il suo primo campionato italiano femminile, svoltosi nel borgo di Bratto, con il punteggio di 8,5 su 9, al quale accoppierà anche il campionato italiano giovanile nella categoria under-16 femminile, vinto ad Arvier nello stesso anno.
Nel 2004 ottiene il titolo di maestro fide femminile e bissa il successo dell'anno precedente nella categoria under-16 femminile. A San Nicola Arcella vincerà a punteggio pieno con 8 su 8. Al campionato italiano femminile svoltosi a Bratto, giunge invece al terzo posto con 6,5 punti su 9, podio che le vale il titolo di campionessa italiana under 18.
Tra il 2006 e il 2008 bissa di nuovo il titolo di campionessa under 18 e vince per due volte consecutive il titolo di campionessa italiana juniores. Contribuisce al dodicesimo posto della nazionale italiana femminile alle Olimpiadi di Dresda, con il punteggio di 5,5 su 8 in prima riserva, che è anche, a maggio 2024, il miglior risultato di sempre della nazionale femminile alle Olimpiadi degli scacchi.
Dal 2010 al 2012 vince per tre volte consecutive il Campionato italiano a squadre femminile con la compagine della Fischer Chieti di Chieti. Nel 2010 con il punteggio di 7,5 su 9 vince il suo secondo campionato italiano individuale, svoltosi nuovamente a Bratto, bissando la vittoria nel campionato a squadre.
Nel 2013 con il punteggio di 6,5 su 9 vince il suo terzo campionato italiano individuale, svoltosi a Porto San Giorgio.
Nel 2014 a Filippopoli ottiene la sua prima norma di maestro internazionale femminile, durante il Campionato europeo femminile.
Dal 2017 al 2019 vince per tre volte consecutive il Campionato italiano femminile a squadre con la compagine di Caissa Italia Pentole Agnelli di Bologna. Nel 2017 ottiene 4,5 punti su 5 partite giocate in terza scacchiera, nel 2018 otterrà invece 4 punti su 4 in quarta scacchiera, mentre nel 2019 totalizzerà 5 punti su 5 in prima riserva.
Nel 2022 a Montesilvano vince il suo settimo titolo italiano a squadre femminile.

## Vita privata
È stata legata sentimentalmente con il cinque volte campione statunitense e tre volte campione italiano a squadre di scacchi Hikaru Nakamura, conosciuto nel 2013.